# Nasukarasuyama
Nasukarasuyama (那須烏山市, Nasukarasuyama-shi) és una ciutat i municipi de la prefectura de Tochigi, a la regió de Kanto, Japó. Nasukarasuyama és un municipi mitjà centrat en la petita indústria i, més recentment, ha esdevingut una ciutat dormitori d'Utsunomiya, la capital prefectural.

## Geografia
El municipi de Nasukarasuyama està situat a la part oriental de la prefectura de Tochigi, als límits nord-orientals de la plana de Kantō i a la vora del riu Naka. L'antiga vila de Karasuyama es troba a la banda dreta del riu Naka. La ciutat es troba aproximadament a 30 quilòmetres d'Utsunomiya, la capital prefectural. El terme municipal de Nasukarasuyama limita amb els de Nakagawa al nord; amb Sakura a l'oest; amb Takanezawa, Ichikai i Mooka al sud i amb Hitachi-Ōmiya, pertanyent a la prefectura d'Ibaraki, a l'est.

### Clima
Nasukarasuyama té un clima continental humid, caracteritzat per estius càlids i hiverns freds amb fortes nevades. La temperatura mitjana anual és de 13,1 graus. La mitjana anual de precipitacions és de 1.416 mil·límetres, sent el setembre el mes més humid. La temperatura mitjana és més alta a l'agost, amb vora 25,2 graus i més baixa al gener, amb vora 1,8 graus.

## Història
Durant el període Tokugawa, l'àrea on actualment es troba la ciutat va ser la seu del feu de Karasuyama, on s'hi trobava el castell de Karasuyama, el qual data del període Kamakura. L'1 d'abril de 1889, amb la creació de la nova llei de municipis, es funda la vila de Karasuyama, al districte de Nasu. El 31 de març de 1954 va absorbir els pobles veïns de Mukada, Sakai i Nanago. L'actual ciutat de Nasukarasuyama es va fundar l'1 d'octubre de 2005 fruit de la unió de les viles de Karasuyama i Minami-Nasu, ambdues del districte de Nasu.

## Política i govern

### Alcaldes
En aquesta taula només es reflecteixen els alcaldes democràtics, és a dir, des de l'any 1947. En el cas concret de Nasukarasuyama, la llista comença el 2005, quan es fundà la ciutat.
| Alcalde        | Inici del mandat | Fi del mandat | Partit | Partit |
| Norio Ōya      | 2005             | 2017          |        | Ind    |
| Junko Kawamata | 2017             |               |        | Ind    |

## Demografia
| 1920   | 1930   | 1940   | 1950   | 1960   | 1970   | 1980   |
| ------ | ------ | ------ | ------ | ------ | ------ | ------ |
| ND     | ND     | ND     | ND     | 39.046 | 33.539 | 33.562 |
| 1990   | 2000   | 2010   | 2020   | 2030   | 2040   | 2050   |
| 33.699 | 32.790 | 29.177 | 24.736 | -      | -      | -      |

## Transport

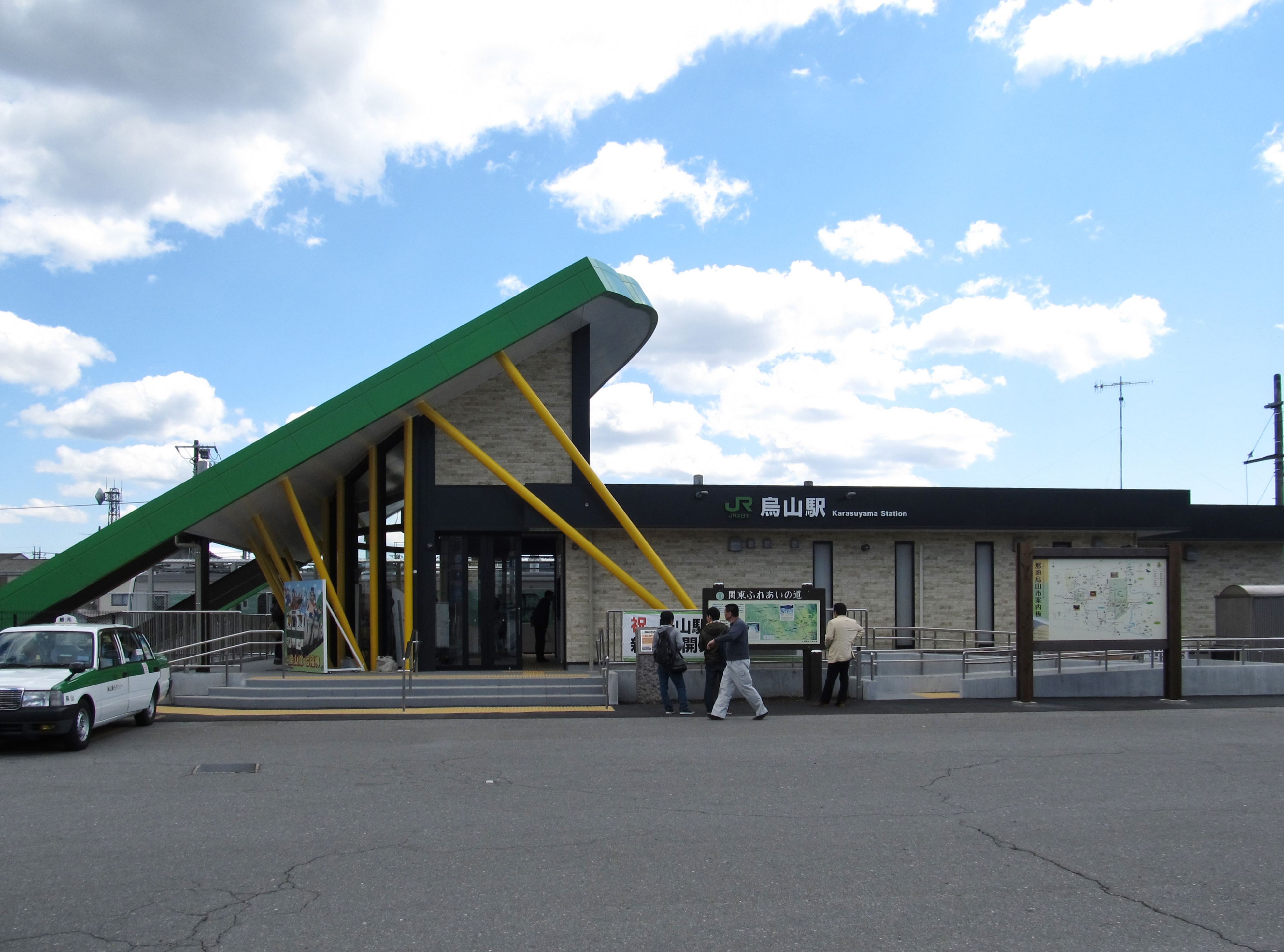
Estació de Karasuyama

### Ferrocarril
- Companyia de Ferrocarrils del Japó Oriental (JR East)
  - Kōnoyama - Ōgane - Kobana - Taki - Karasuyama

### Carretera
- Nacional 293 - Nacional 294